# آنیتا کاپریولی
آنیتا کاپریولی (ایتالیایی: Anita Caprioli؛ زاده ۱۱ دسامبر ۱۹۷۳) بازیگر ایتالیایی است.

## گزیدهٔ نقش‌آفرینی‌ها
- نخستین بارش برف (۲۰۱۳)
- شیاطین سن پترزبورگ (۲۰۰۸)
- بی‌خیالش (۲۰۰۷)
- راهنمای عشق (۲۰۰۵)

### تلویزیون
- بی‌خیالش (۲۰۰۹)